# 에르베 비오세

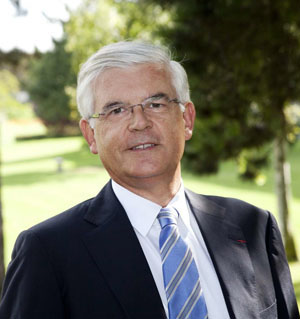
에르베 비오세

에르베 비오세(Hervé Biausser)는 프랑스의 그랑제콜 공학대학원 에콜 상트랄 파리 및 수펠레크의 총장이다.

## 학력
- 공학석사 (에콜 상트랄, 1973년)
- 경제학 학사 (파리 제1대학, 1975년)